# Morti nel 1987/Dicembre
| Questa pagina contiene informazioni ricavate automaticamente dalle voci biografiche con l'ausilio del template Bio e di un bot. L'aggiornamento è periodico e automatico e ricostruisce completamente la pagina. Se manca una persona in questa lista, sei pregato di non aggiungerla, ma accertati piuttosto che la sua voce biografica contenga il template Bio e che i dati anagrafici siano correttamente compilati. Se il template Bio manca, inseriscilo tu stesso o, in alternativa, metti l'avviso {{tmp\|Bio}} che ne segnala la mancanza. Se i dati riportati sono sbagliati, correggi direttamente la voce biografica; le modifiche saranno visibili in questa lista entro pochi giorni. Per chiarimenti vedi il progetto biografie. La lista contiene solo le 105 persone che sono citate nell'enciclopedia e per le quali è stato implementato correttamente il template Bio. Pagina aggiornata al 3 mar 2024. |

- 1º dicembre - James Baldwin, scrittore statunitense (n. 1924)
- 1º dicembre - Angelo Cabrini, ammiraglio italiano (n. 1917)
- 1º dicembre - Martino Giusti, arcivescovo cattolico italiano (n. 1905)
- 1º dicembre - Matteo Guido Sperandeo, vescovo cattolico italiano (n. 1908)
- 1º dicembre - Alessandro Vallebona, medico italiano (n. 1899)
- 2 dicembre - Donn Eisele, astronauta statunitense (n. 1930)
- 2 dicembre - Luis Federico Leloir, biochimico argentino (n. 1906)
- 2 dicembre - Juan Alberto Melgar Castro, generale honduregno (n. 1930)
- 2 dicembre - Gino Raya, critico letterario e filosofo italiano (n. 1906)
- 2 dicembre - Myrta Silva, cantante, cantautrice e produttrice televisiva portoricana (n. 1927)
- 2 dicembre - Ernst Steinhoff, ingegnere, aviatore e ufficiale tedesco (n. 1908)
- 2 dicembre - Jakov Borisovič Zel'dovič, astronomo e fisico sovietico (n. 1914)
- 3 dicembre - Christine Busta, poetessa austriaca (n. 1915)
- 4 dicembre - Pericle Fazzini, artista, scultore e pittore italiano (n. 1913)
- 4 dicembre - Carmelo Ganci, militare italiano (n. 1964)
- 4 dicembre - Rouben Mamoulian, regista armeno (n. 1897)
- 4 dicembre - Alessandro Melchiori, politico e editorialista italiano (n. 1901)
- 4 dicembre - Constantin Noica, filosofo, saggista e scrittore romeno (n. 1909)
- 4 dicembre - Luciano Pignatelli, militare italiano (n. 1963)
- 4 dicembre - Giorgio Prodi, oncologo, filosofo e scrittore italiano (n. 1928)
- 4 dicembre - Meinrad von Lauchert, generale tedesco (n. 1905)
- 5 dicembre - Pier Cesare Baretti, giornalista e dirigente sportivo italiano (n. 1939)
- 5 dicembre - Bobby Garrett, giocatore di football americano statunitense (n. 1932)
- 5 dicembre - Alberto Ghirardi, ciclista su strada italiano (n. 1921)
- 6 dicembre - Iride Motta, calciatore italiano (n. 1904)
- 6 dicembre - Ilmari Pakarinen, ginnasta finlandese (n. 1910)
- 6 dicembre - Vincenzo Verginelli, scrittore e esoterista italiano (n. 1903)
- 7 dicembre - René Havard, attore, regista e sceneggiatore francese (n. 1923)
- 8 dicembre - Ferdinando Amiconi, politico italiano (n. 1910)
- 8 dicembre - Fay Baker, attrice statunitense (n. 1917)
- 8 dicembre - Jean Bouvier, storico francese (n. 1920)
- 8 dicembre - Marcos Calderón, allenatore di calcio peruviano (n. 1928)
- 8 dicembre - José Casanova, calciatore peruviano (n. 1964)
- 8 dicembre - Pompeo Colajanni, partigiano, politico e antifascista italiano (n. 1906)
- 8 dicembre - Luis Antonio Escobar, calciatore peruviano (n. 1969)
- 8 dicembre - Tomás Farfán, calciatore peruviano (n. 1961)
- 8 dicembre - José González Ganoza, calciatore peruviano (n. 1954)
- 8 dicembre - Daniel Reyes, calciatore peruviano (n. 1966)
- 8 dicembre - Alfredo Tomassini, calciatore peruviano (n. 1964)
- 9 dicembre - Ernesto Augusto di Hannover,  tedesco (n. 1914)
- 9 dicembre - János Bédl, calciatore e allenatore di calcio ungherese (n. 1929)
- 9 dicembre - François Gall, pittore francese (n. 1912)
- 10 dicembre - Giovanni Arpino, scrittore, giornalista e poeta italiano (n. 1927)
- 10 dicembre - Pasquale Bacile, vescovo cattolico italiano (n. 1916)
- 10 dicembre - Jascha Heifetz, violinista russo (n. 1901)
- 10 dicembre - Carlota Jaramillo, cantante ecuadoriana (n. 1904)
- 10 dicembre - Slim Lonsdorf, cestista statunitense (n. 1905)
- 10 dicembre - Maria Padula, pittrice e scrittrice italiana (n. 1915)
- 10 dicembre - Denis Sanders, regista statunitense (n. 1929)
- 10 dicembre - Slam Stewart, contrabbassista statunitense (n. 1914)
- 11 dicembre - József Kónya, calciatore ungherese (n. 1920)
- 11 dicembre - Emil Mazuw, militare tedesco (n. 1900)
- 12 dicembre - Clifton Chenier, musicista e fisarmonicista statunitense (n. 1925)
- 12 dicembre - Giovanni Corona, poeta italiano (n. 1914)
- 12 dicembre - Nolan Leary, attore e sceneggiatore statunitense (n. 1889)
- 13 dicembre - Julien Darui, calciatore e allenatore di calcio francese (n. 1916)
- 13 dicembre - Pietro Quinto, ginecologo italiano (n. 1904)
- 14 dicembre - Bixio Cherubini, paroliere e poeta italiano (n. 1899)
- 14 dicembre - Copi, drammaturgo, fumettista e scrittore argentino (n. 1939)
- 14 dicembre - Merlyn Hans Dethlefsen, militare e aviatore statunitense (n. 1934)
- 14 dicembre - Tim Dinsdale, ingegnere britannico (n. 1924)
- 14 dicembre - Georg Knöpfle, calciatore tedesco (n. 1904)
- 14 dicembre - Romolo Sforza, calciatore italiano (n. 1920)
- 14 dicembre - Thomas Willoughby Winterton, generale britannico (n. 1898)
- 14 dicembre - Ladislav Čulík, calciatore cecoslovacco (n. 1909)
- 15 dicembre - Ivo Lapenna, esperantista e giurista jugoslavo (n. 1909)
- 15 dicembre - Bohumil Říha, scrittore ceco (n. 1907)
- 16 dicembre - Bruno Beatrice, calciatore italiano (n. 1948)
- 16 dicembre - Gilio Bisagno, nuotatore italiano (n. 1903)
- 17 dicembre - Bernard Jan Alfrink, cardinale e arcivescovo cattolico olandese (n. 1900)
- 17 dicembre - Lia Corelli, attrice italiana (n. 1922)
- 17 dicembre - Hans P. Eugster, mineralogista e geologo statunitense (n. 1925)
- 17 dicembre - Marguerite Yourcenar, scrittrice e poetessa francese (n. 1903)
- 18 dicembre - Placido Maria Cambiaghi, vescovo cattolico italiano (n. 1900)
- 18 dicembre - Warne Marsh, sassofonista statunitense (n. 1927)
- 18 dicembre - Conny Plank, produttore discografico e tecnico del suono tedesco (n. 1940)
- 19 dicembre - Antonio Zerbini, basso italiano (n. 1924)
- 21 dicembre - Ferdinando Glück, fondista e alpinista italiano (n. 1901)
- 21 dicembre - Eugene Lukacs, statistico ungherese (n. 1906)
- 21 dicembre - Ralph Nelson, regista statunitense (n. 1916)
- 21 dicembre - John Spence, cantante statunitense (n. 1969)
- 22 dicembre - Mario Frera, attore italiano (n. 1924)
- 22 dicembre - Gustav Fröhlich, attore tedesco (n. 1902)
- 22 dicembre - José Oliveira, compositore, polistrumentista e doppiatore brasiliano (n. 1904)
- 22 dicembre - Luca Prodan, cantautore italiano (n. 1953)
- 22 dicembre - Alice Terry, attrice statunitense (n. 1900)
- 23 dicembre - Fritz Birzer, militare tedesco (n. 1904)
- 23 dicembre - Delfino Insolera, divulgatore scientifico italiano (n. 1920)
- 24 dicembre - Asfò Bussotti, maratoneta italiano (n. 1925)
- 24 dicembre - Sara Scuderi, soprano italiano (n. 1906)
- 24 dicembre - Joop den Uyl, politico olandese (n. 1919)
- 25 dicembre - Feliciano Granati, politico italiano (n. 1922)
- 25 dicembre - Harry Holm, ginnasta danese (n. 1902)
- 25 dicembre - Aldo Rendine, attore italiano (n. 1917)
- 27 dicembre - Priscilla Dean, attrice statunitense (n. 1896)
- 27 dicembre - Josef Grohé, politico tedesco (n. 1902)
- 27 dicembre - Anna Eliza Williams, supercentenaria britannica (n. 1873)
- 28 dicembre - Yannick Andréi, regista francese (n. 1927)
- 28 dicembre - Edward Kleban, compositore e paroliere statunitense (n. 1939)
- 29 dicembre - Patrick Bissell, ballerino statunitense (n. 1957)
- 29 dicembre - Vasco Palazzeschi, politico, sindacalista e antifascista italiano (n. 1912)
- 31 dicembre - Alessandro D'Ottavio, pugile italiano (n. 1927)
- 31 dicembre - Randall Garrett, scrittore statunitense (n. 1927)
- 31 dicembre - Rosario Nicolò, giurista e avvocato italiano (n. 1910)
- 31 dicembre - Roberto Supino, avvocato e politico italiano (n. 1904)